# Toribea
Toribea (en griego, Τορύβεια) fue una antigua ciudad griega de la región de Acarnania.
Se conoce principalmente a través de testimonios epigráficos. Por un lado, se menciona el nombramiento de teorodocos de la ciudad, hacia el año 356/5 a. C., para acoger al teoro de Epidauro y también hacia el 330 a. C. para acoger al teoro de Argos. Por otra parte, era una de las ciudades pertenecientes a la confederación acarnania hacia el 272 a. C.
Se ha sugerido que debe localizarse en una colina situada en la actual Komboti, donde se han hallado diversos restos entre los que cabe destacar un ágora y estoas.